# Design de l'information
 (décembre 2013).
Le design de l'information, ou traitement graphique de l’information, a été défini[Par qui ?] comme « l’art et la science de la préparation de l’information pour qu'elle puisse être utilisée par les êtres humains avec efficience et efficacité »[réf. souhaitée].
Le terme est apparu dans les années 1970.
Le design d’information signifie à la fois dessin et projet, qui[Quoi ?] traduit une information claire et directe. L'information utile n’est pas un accroissement de la quantité d’informations mais au contraire une réduction de cette quantité par des regroupements pertinents.
Le design d’information ou le traitement graphique de l’information se traduit comme l’arrangement des modèles d’organisation[pas clair] afin de fournir à l’utilisateur un contexte et un sens à l’information. Ce design, essentiellement graphique, se destine à structurer, à mettre en forme, en donnant à des informations des contenus et des valeurs complexes.[pas clair]
Le design d'information croise plusieurs disciplines telles que la sémiologie graphique, la sémiotique, la psychologie cognitive, la cartographie, la sociologie, la Gestalt theorie (ou psychologie de la forme), etc.
Ses champs d'application les plus connus sont l'identité visuelle sous toutes ses formes, la représentation cartographique, l’information voyageurs, la signalétique, notamment celle des musées et expositions.
La conception des annuaires téléphoniques ou des encyclopédies et des dictionnaires sont des exemples où le design d'information est appliqué.
Le design d'information prend ses origines comme un sous-ensemble ou un synonyme du graphisme[C'est-à-dire ?].

## Pour que le design d'information fonctionne
- L'information doit donner corps au graphique et non le contraire.
- Les sources doivent toujours être vérifiables pour qu'un visiteur/lecteur averti puisse juger la pertinence de l'information (et pouvoir la critiquer si nécessité).
- Il doit toujours se référer à la norme 99-111 de la législation E-DESIGN 315.[réf. nécessaire]

Voir également la sémiologie graphique comme outil de traitement de l'information ou des bases de données.

## Quelques figures du design d'information
- L'Américain Edward Tufte, auteur en 1983 de The Visual Display of Quantitative Information. Il a créé la discipline du design d'information, qu'il enseigne à l'Université Yale et dont il est l'une des principales références.

- Le Français Jacques Bertin est l’un des premiers à avoir essayé de présenter une théorie de l’expression cartographique dès 1967. Il est l’auteur de nombreuses solutions graphiques et inventeur de procédés d’automatisation de la cartographie et de matériel de traitement graphique de l’information. Il a publié en 1967 Sémiologie graphique et en 1977 La graphique et le traitement graphique de l'information.

Un diagramme circulaire de William Playfair publié en 1801.

- L'Autrichien Otto Neurath, est à l’origine dans les années 1920 des isotypes (International Picture Language). Exemples : sortie de secours, toilettes...

- L'Écossais William Playfair (1759-1823) est connu pour sa création du graphique à bâtons et des camemberts (pie-charts en anglais).

- L'Américain John Tukey (1915-2000) est également un des pionniers dans le domaine du design d’information.

- Dans les années 1960-1970, la revue The Journal of Typographic research (depuis renommée Visible Langage) publia des recherches à ce sujet et son éditeur Merald Wrostad coorganisa une série de conférences à propos de Processing of Visible Language qui a réuni un ensemble de psychologues, linguistes, designer et interface engineers.

- Dans les années 1970, le studio de design graphique Pentagram utilise également le terme de design d’information pour les premières fois.

Le designer d’information Olivier Marcellin écrit dans un article intitulé « Pour un design minimal d’information », publié dans la revue Manystuff (Issue#1, avril 2010) :
« L’accélération de la production économique de ces 40 dernières années induit de nouvelles donnes que seule une communication « plus efficace » semble pouvoir satisfaire. Par ailleurs la diversification des médias informatifs obligent à reformuler la façon de communiquer. Désormais, il existe en effet une grande multitude de moyens de communication (imprimés, téléphones, vidéos, internet, SMS, etc.) et de produits (bornes interactives, ordinateurs portables, iPod, Palm, iPhone, eBook, etc.), donc une information diversifiée et disponible partout, qu’il s’agit de rendre lisible pour l’usager par une expérience optimum. De ces nouvelles réflexions découle la naissance d’une discipline en lien avec le développement urbain et l’accroissement des médias de communication et d’orientation, ainsi que de la relation de la communication à son usage : le design d’information qui est hérité de divers courants de pensées à l’entre-deux-guerres. »

## Quelques détournements d'artistes du design d'information de la cartographie
(décembre 2013).
- Philippe Favier : "Cartes imaginaires"
- Wim Delvoye : "L'Atlas"
- Paula Scher : "The World"
- Alighiero e Boetti : "Mappa del Mondo"
- L'ouvrage "Personal Geographies and other maps of the imagination" de Katharine Harmon.
- L'exposition GNS (Global Navigation System).